# Signe de fin d'article

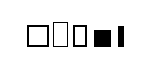
Exemple de signe de fin d'article

Le signe de fin d’article est une puce ou un ornement placé à proximité de la fin du texte d'un article pour souligner cette fin. Il s'agit le plus souvent d'un carré noir, blanc ou de couleur, mais toute autre forme géométrique peut être utilisée, ainsi qu'un ornement quelconque ou un logo. Il peut être sur la dernière ligne de texte séparé par une espace ou justifié à droite,.
En mathématique, le carré ou le rectangle, noir ou blanc, – ∎ dans Unicode – que l’on appelle « halmos », sont utilisés pour signifier « ce qu’il fallait démontrer » (CQFD).

## Exemples
Carré noir justifié à droite :
Un signe de fin d’article peut être une forme géométrique, un fleuron ou même un logo. ■
Carré noir moyen :
Un signe de fin d’article peut être une forme géométrique, un fleuron ou même un logo. ◼
Cercle de couleur :
Un signe de fin d’article peut être une forme géométrique, un fleuron ou même un logo. ●